# Liste de céramistes québécois
Pour un article plus général, voir Céramique.
- Géraldine Bourbeau (1906-1953)
- Jean Cartier (1924-1996)
- Jean-Claude Coiteux (1916-1960)
- Laurent Craste (1968-)
- Charles Daudelin (1920-2001)
- Roseline Delisle (1952-2003)
- Léopold Foulem (1945-)
- Pierre-Aimé Normandeau (1906-1965)
- Suzanne Rivard LeMoyne
- Maurice Savoie (1930-2013)
- Alain-Marie Tremblay (1941-)
- André Turpin (1937-2017)
- Claude Vermette (1930-2006)